# Teorema de Van Aubel

El teorema se puede aplicar a un cuadrilátero complejo (auto-intersecado)

En geometría plana, el teorema de Van Aubel describe una relación entre los cuadrados construidos sobre los lados de un cuadrilátero. Dado un cuadrilátero convexo cualquiera, constrúyase un cuadrado, externo al cuadrilátero, sobre cada uno de sus lados. El teorema de Van Aubel establece que los dos segmentos de línea trazados entre los centros de cada dos cuadrados opuestos son de igual longitud, y forman un ángulo recto entre sí. Otra forma de decir lo mismo es que los puntos centrales de los cuatro cuadrados forman los vértices de un cuadrilátero equidiagonal y ortodiagonal. El teorema lleva el nombre de H. H. van Aubel, quien lo publicó en 1878.
El teorema también es válido para cuadriláteros cóncavos, y cuando los cuadrados se construyen internamente con respecto al cuadrilátero dado. Para los cuadriláteros complejos (auto-intersecantes), las construcciones externas e internas para los cuadrados no son definibles. En este caso, el teorema es válido cuando las construcciones se llevan a cabo de una manera más general:
- Síganse los vértices del cuadrilátero en una dirección secuencialmente, y constrúyase cada cuadrado a la derecha de cada lado del cuadrilátero dado.
- O bien, síganse los vértices del cuadrilátero en la misma dirección secuencialmente, y constrúyase cada cuadrado a la izquierda de cada lado del cuadrilátero dado.